# Xiangyun, Fujian
Xiangyun är en köping i sydöstra Kina. Den ligger i Nan'an i staden Quanzhou i provinsen Fujian, omkring 170 kilometer sydväst om provinshuvudstaden Fuzhou.